# ワイルド・ウエスト 復讐のバラード
『ワイルド・ウエスト 復讐のバラード』（原題:The Ballad of Lefty Brown）は2017年に公開されたアメリカ合衆国の西部劇映画である。監督はジャレッド・モシェ、主演はビル・プルマンが務めた。本作は日本国内で劇場公開されなかったが、2019年9月6日にDVDが発売された。
2017年10月31日、本作は第9回京都ヒストリカ国際映画祭で上映されたが、その際には『レフティ・ブラウンのバラード』という原題に沿った邦題が使用された。

## 概略
1889年、モンタナ州。レフティ・ブラウンが長年のパートナーであったエドワード・ジョンソンと歓談していたとき、ジョンソンが射殺されるという事件が発生した。ジョンソンは上院議員に選出されたばかりであった。怒り狂ったブラウンは若手のガンマン（ジェレマイア）や旧友（トム）の力を借りて犯人捜しに乗り出した。苦労の末、ブラウンはジョンソン殺害の犯人を突き止めるが、当局はブラウンにジョンソン殺害の容疑をかけてきた。自身の無実を証明するべく、ブラウンは再びモンタナの大平原へと駆り出すのだった。

## キャスト
※括弧内は日本語吹替。
- ビル・プルマン（高橋ちんねん） - レフティ・ブラウン
- キャシー・ベイカー（かとう有花） - ローラ・ジョンソン
- ジム・カヴィーゼル（丹羽正人） - ジェームズ・ビアース知事
- ジョー・アンダーソン（岡本堂玄） - フランク・バインズ
- トミー・フラナガン（松川裕輝） - トム・ハーラー
- ピーター・フォンダ（山森信太郎） - エドワード・ジョンソン
- マイケル・スピアーズ（弦徳） - ビスケット
- ディエゴ・ジョセフ（上石直行） - ジェレマイア・パーキンス
- ジョセフ・アンダーソン（横田和輝） - オーク
- アダム・オバーン（渡井奏斗） - クロウブリー
- 住人：花村遥菜

## 製作
2016年9月、ビル・プルマン、ジム・カヴィーゼル、ピーター・フォンダ、キャシー・ベイカーがキャスト入りした。8日、本作の主要撮影がモンタナ州で始まった。
2017年2月18日、H・スコット・サリーナスが本作で使用される楽曲を手掛けるとの報道があった。12月15日、本作のサウンドトラックが発売された。

## マーケティング・興行収入
2017年3月11日、本作はサウス・バイ・サウスウェストでプレミア上映された。4月13日、A24とディレクTV・シネマが本作の全米配給権を獲得したと報じられた。10月17日、本作のオフィシャル・トレイラーが公開された。2018年1月29日、モンタナ州ホワイトホールで本作の上映会が行われ、チケットが完売した。その上映会で出た利益（1万ドル強）は現地の博物館が行っている保留地の保全活動に寄付された。
2017年12月15日、本作は全米2館で限定公開され、公開初週末に5559ドル（1館当たり2780ドル）を稼ぎ出し、週末興行収入ランキング初登場59位となった。

## 評価
本作は批評家から好意的に評価されている。映画批評集積サイトのRotten Tomatoesには25件のレビューがあり、批評家支持率は80%、平均点は10点満点で6.27点となっている。また、Metacriticには12件のレビューがあり、加重平均値は64/100となっている。